# Вторинна електронна емісія

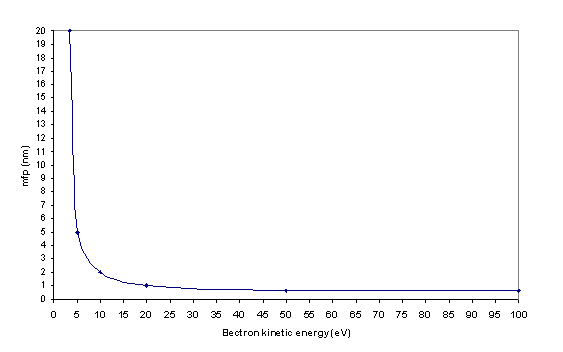
Довжина вільного пробігу низькоенергетичних електронів. Вторинна електронна емісія зазвичай має енергію менше 50 еВ. Норма енергетичних втрат розсіювання дуже низька, оскільки більшість електронів вивільняють накоплену пікову енергію нижче 5 еВ (Seiler, 1983).

Вторинна електронна емісія - явище вибивання електронів із твердого тіла пучками швидких заряджених частинок. 
Вторинна електронна емісія кількістно характеризується коефіцієнтом вторинної електронної емісії σ. 
{\displaystyle \sigma ={\frac {N}{N_{0}}}},
де N - потік вибитих електронів, N0 - потік заряджених частинок, що падають на поверхню твердого тіла, який називають первинним. 
Вторинна електронна емісія здійснюється із поверхневого шару твердого тіла, товщина якого не перевищує 10−6 см. Кількість вибитих електронів залежить від енергії й типу частинок у первинному пучку. Вона спочатку росте із збільшенням швидкості первинних частинок, потім досягає максимуму, й урешті падає для дуже швидких частинок, які проникають в тіло на велику глибину, звідки електронам важко досягти поверхні. 
У максимумі коефіцієт вторинної електронної емісії вищий за одиницю, тобто кожна швидка частинка вибиває більше, ніж один вторинний електрон. Найкращими матеріалами для вторинної електронної емісії є напівпровідники й діелектрики. 
Вторинна електронна емісія використовується в електронних мікроскопах і в фотолектронних помножувачах. 